# Хасанова, Тожихон
Тожихон Хасанова (узб. Тожихон Хасанова) (1916-2003) — артистка Ошского Государственного академического узбекского музыкально-драматического театра имени Бобура, народная артистка Киргизстана (1940), внесла большой вклад в развитие культуры и искусства Кыргызстана. Была избрана депутатом Верховного Совета Киргизской ССР 2-4 созывов.

## Биография
Тожихон Хасанова родилась 14 июня 1916 года в городе Ош, по нации узбечка. Молодую, талантливую певицу в 14 лет зачисляют артисткой музыкальной драмы Ошского узбекского музыкально-драматического театра. Вскоре Тожихон Хасанова стала исполнять роли героинь в спектаклях «Два коммуниста», «Друзья» К. Яшина, «Халима» Гуляма Зафара, «Аршин малалан» У.Гаджибекова, «Ажал ордуна» Ж. Турусбекова и других.
Своим приятным и высокотональным голосом она завоевала огромный авторитет и уважение среди зрителей. Постоянно обогащала песенный репертуар музыкальными произведениями из узбекской, кыргызской и таджикской классики.
Музыкальная драма «Адолат» главным героем в её исполнении, сыграна на сцене Ошского узбекского театра более тысячи раз. В этапных крупномасштабных спектаклях «Фархад и Ширин», «Курманбек», «Тахир и Зухра», «Лейли и Межнун», «Алпамыш», «Нурхон» Т. Хасанова сыграла главные роли, соответственно в её исполнении данные спектакли вошли в золотой фонд театрального искусства Кыргызстана.
Участвовала на гастролях театра в городе Ленинград в 1934 году. Тожихон Хасанова является участницей декады литературы и искусства Киргизии в городе Москва в 1939 и 1959 годах. На театральных фестивалях и смотрах-конкурсах певцов классических песен получила высокое звание «Соловей Кыргызстана».
В 1940 году она была удостоена почётного звания народная артистка Кыргызстана, награждена орденами Трудового Красного Знамени (1942 г.), «Знак Почёта», медалью Узбекистана «Шухрат» (1994 г.). Она была избрана депутатом Верховного Совета Киргизской ССР трёх созывов.
Умерла 12 августа 2003 года в городе Андижан.

## Театральные работы
- Лолахон (одноименная пьеса Хамзы)
- Джамиля («Бай и батрак» Хамзы)
- Дилбар («Два коммуниста» К. Яшена)
- Гулсара (одноименная пьеса К. Яшена)
- Ширин («Фархад и Ширин» Хуршида)
- Халима (одноименная пьеса Зафари)
- Адолат (одноименная пьеса Акрамова)
- Принцесса Турандот (одноименная пьеса К. Гоцци)
- Агафья Тихоновна («Женитьба» Н. Гоголя)
- Дунька («Любовь Яровая» К. Тренева)
- Зулайхо («Аджал ордуна» Турусбекова)
- Гулчехра («Аршин мал алан» У. Гаджибекова)

## Награды
- Народная артистка Киргизской ССР (1940 год)
- Два ордена Трудового Красного Знамени (1942 год и 01.11.1958)
- Орден «Знак Почёта» (31.01.1940)[1]
- Медаль «Шухрат» (1994)
- Почётная грамота Президиума Верховного Совета Киргизской ССР
- Почётная грамота Министерства культуры Киргизской ССР